# Walid Regragui
Hoalid Regragui, powszechnie znany jako Walid Regragui (arab. وليد الركراكي; ur. 23 września 1975 w Corbeil-Essonnes) – marokański piłkarz grający na pozycji obrońcy, reprezentant kraju w latach 2001–2009. Po zakończeniu kariery piłkarskiej był trenerem kilku klubów piłkarskich oraz asystentem selekcjonera reprezentacji Maroka. Od 2022 roku jest selekcjonerem marokańskiej drużyny narodowej.

## Kariera piłkarska

### Kariera klubowa
Walid Regragui karierę rozpoczął w sezonie 1996/1997 w AS Corbeil-Essonnes i do końca sezonu 1997/1998 występował piątej lidze francuskiej. Następnie, 1 lipca 1999 roku, trafił do paryskiego Racing Club de France i przez cały sezon grał w rozgrywkach trzeciej ligi. W klubie ze stolicy kraju Walid Regragui rozegrał 17 meczów i strzelił 3 gole.
W lipcu 1999 roku Regragui został zawodnikiem drugoligowego Toulouse FC. 31 lipca zadebiutował w jego barwach w przegranym 0:1 domowym spotkaniu z SM Caen. Pierwszą bramkę w tym zespole strzelił 21 sierpnia w meczu przeciwko FC Gueugnon, wygranym 2:0 W 2000 roku awansował wraz z drużyną z Tuluzy do Ligue 1 i przez rok grał w pierwszej lidze Francji. Łącznie w Tuluzie zagrał w 41 spotkaniach i strzelił 4 bramki.
W 2001 roku Marokańczyk odszedł do AC Ajaccio i powrócił tym samym do drugiej ligi. 28 listopada rozegrał dla korsykańskiego klubu swój pierwszy mecz, wygrany 3:1 z Nîmes Olympique. Na koniec sezonu 2001/2002 wywalczył z Ajaccio awans do pierwszej ligi Francji i przez kolejne dwa lata był jego podstawowym zawodnikiem. Łącznie w klubie z Korsyki rozegrał 79 spotkań i strzelił 3 gole.
1 lipca 2004 roku Regragui wyjechał do Hiszpanii, by grać w tamtejszym Racingu Santander. Swój debiut w Primera División zaliczył jednak dopiero 22 stycznia 2005, a Racing uległ 3:0 FC Barcelonie. W Racingu był na ogół rezerwowym i do lata 2006 rozegrał 27 spotkań w Primera División.
Następnie Regragui powrócił do Francji i 1 stycznia 2007 roku został zawodnikiem Dijon FCO. Grał w drugiej lidze francuskiej, a w 2007 roku odszedł do Grenoble Foot 38 (debiut: 2 października w wygranym 2:1 meczu z FC Libourne-Saint-Seurin). W 2008 roku wywalczył z Grenoble awans do Ligue 1. Łącznie w tym klubie rozegrał 31 meczów. W 2009 roku został graczem marokańskiego Moghrebu Tétouan, gdzie w sezonie 2009/2010 zajął 13. miejsce w GNF 1. Grał też w szóstoligowym US Fleury-Mérogis, w którym zakończył karierę po sezonie 2010/2011.

### Kariera reprezentacyjna
Walid Regragui urodził się we Francji, ale w trakcie swojej kariery grał dla reprezentacji Maroka. Zadebiutował w niej 28 stycznia 2001 roku w zremisowanym 0:0 meczu eliminacji do Mistrzostw Świata w 2002 roku przeciwko Egiptowi. W 2004 roku wystąpił z Marokiem w Pucharze Narodów Afryki w Tunezji. Dotarł do finału, jednak Marokańczycy ulegli w nim 1:2 Tunezji. Natomiast w 2006 roku odpadł z Marokiem po fazie grupowej Pucharu Narodów Afryki w Egipcie. Łącznie w reprezentacji zagrał 45 meczów i strzelił 1 bramkę.

## Kariera trenerska
Pierwszą pracą Walida Regraguiego w charakterze trenera była jego ojczysta reprezentacja. Był w niej asystentem selekcjonera Rachida Taoussiego w 14 meczach. Po raz pierwszy główną posadę trenerską objął w FUSie Rabat, gdzie pracował od 1 lipca 2014 roku do 22 stycznia 2020. W tym klubie zadebiutował 22 sierpnia 2014 roku w meczu przeciwko Olympique’owi Khouribga, zremisowanym bezbramkowo. Łącznie poprowadził tam drużynę w 130 meczach. 22 stycznia 2020 roku został trenerem katarskiego Al-Duhail SC. Pierwszy mecz rozegrał tam 24 stycznia 2020 w meczu przeciwko Al-Arabi SC, wygrany 1:3, a ostatni 24 września tego samego roku w meczu przeciwko Al-Taawon. Od 3 października 2020 roku nie prowadził żadnego klubu.
31 sierpnia 2022 roku Królewska Marokańska Federacja Piłkarska ogłosiła, że zatrudniła Regraguiego na stanowisko selekcjonera narodowej reprezentacji, podpisując z nim czteroletni kontrakt. Regragui zastąpił na posadzie trenera marokańskiej drużyny Vahida Halilhodžicia, zwolnionego 20 dni wcześniej. Jego debiutanckim meczem jako selekcjonera Maroka było rozegrane 21 września 2022 roku w Sali towarzyskie spotkanie z Madagaskarem, zakończone zwycięstwem Maroka 1:0.
Na Mistrzostwach Świata w Katarze w 2022 roku doszedł wraz z reprezentacją Maroka do fazy półfinału, w związku z czym stał się pierwszym afrykańskim i zarazem arabskim selekcjonerem, który osiągnął ten poziom mundialu. Ostatecznie prowadzone przez niego Maroko zajęło czwarte miejsce (po przegranym meczu półfinałowym z Francją, a następnie meczu o trzecie miejsce z Chorwacją), co jest największym sukcesem na mistrzostwach świata w historii reprezentacji, ponadto stanowiło jej pierwszy udział w fazie pucharowej mundialu od 1986 roku.